# Nadolce
Nadolce (prononcé en polonais : [naˈdɔlt͡sɛ]) est un village de la gmina de Łaszczów du powiat de Tomaszów Lubelski dans la voïvodie de Lublin, situé dans l'est de la Pologne.
Le village se situe à environ 3 kilomètres à l'ouest de Łaszczów (siège de la gmina), 23 kilomètres au nord-est de Tomaszów Lubelski (siège du powiat) et 113 kilomètres au sud-est de Lublin (capitale de la voïvodie).

## Administration
De 1975 à 1998, le village est attaché administrativement à l'ancienne voïvodie de Zamość.

Depuis 1999, il fait partie de la nouvelle voïvodie de Lublin.